# Нгуанамтхом
Нгуанамтхом (тай. งั่วนำถุม; д/н — 1347) — 5-й володар держави Сукхотай у 1323—1347 роках. Розширив володіння, встановивши зверхність над монською державою Гантаваді.

## Життєпис
Походив з династії Пхра Руанг. П'ятий син Бан Муанга, володаря Сукхотай. Ім'я перекладається як «Нам Тум, п'ятий син». При цьому нгуа — архаїчний титул, який надавали молодшому синові правителю, а намтум походить від північнотайського діалекту (юан) або шанської мови. Ймовірно 1279 року, коли батько помер, Нгуанамтхом був доволі малим.
Посів трон 1323 року після смерті свого стриєчного брата Лертхая. Ймовірно це сталося завдяки підтримці знаті, невдоволеної правлінням останнього. Висувається навіть версія, що він навіть повалив свого попередника. Нгуанамтхом призначив упаратом (офіційним спадкоємцем) небожа Літхая, якому передав важливе місто Сі Сатчаналай.
Невдовзі втрутився у боротьбу Со Зейна, правителя Гантаваді, зі своїми васалами на сході, що повстали. Нгуанамтхом не дав захопити місто Тенасерім, після чого змусив Со Зейна визнати свою зверхність. 1328 року військо Сукхотай знову атакувало Гантаваді, захопивши важливе місто Тавой. Со Зейн відправив військо з небожем Со Е відвоювати Тавой, але Нгуанамтхом завдав тому поразки.
1330 року новий правитель Гантаваді Со Е без спротиву визнав владу Сукхотай. Але того незабаром змінив Бінья Е, який відкинув залежність. Військо Сукхотай з великими труднощами зайняло міста Сіттаунг і Донвун, після чого рушила на Мартабан. Проте в декількох битва на шляху до цього порту сукхотайська армія зазнала тяжких поразок, внаслідок чого Нгуанамтхом відмовився від подальшої війни, але офіційно зберігав претензії на міста Мартабан і Мулмейн.
Решту життя зберігав мир з сусідами, зміцнюючи владу на вже захоплених землях, остаточно закріпившись на півночі Малайського півострова. Загинув 1347 року, втонувши під час під час повені або був повалений Літхаєм, який наказав втопити Нгуанамтхома.